# Die Geschützten Gebiete Irans
|  | Dieser Artikel oder Abschnitt wurde wegen inhaltlicher Mängel auf der Qualitätssicherungsseite der Redaktion Geschichte eingetragen (dort auch Hinweise zur Abarbeitung dieses Wartungsbausteins). Dies geschieht, um die Qualität der Artikel im Themengebiet Geschichte auf ein akzeptables Niveau zu bringen. Dabei werden Artikel gelöscht, die nicht signifikant verbessert werden können. Bitte hilf mit, die Mängel dieses Artikels zu beseitigen, und beteilige dich bitte an der Diskussion! |

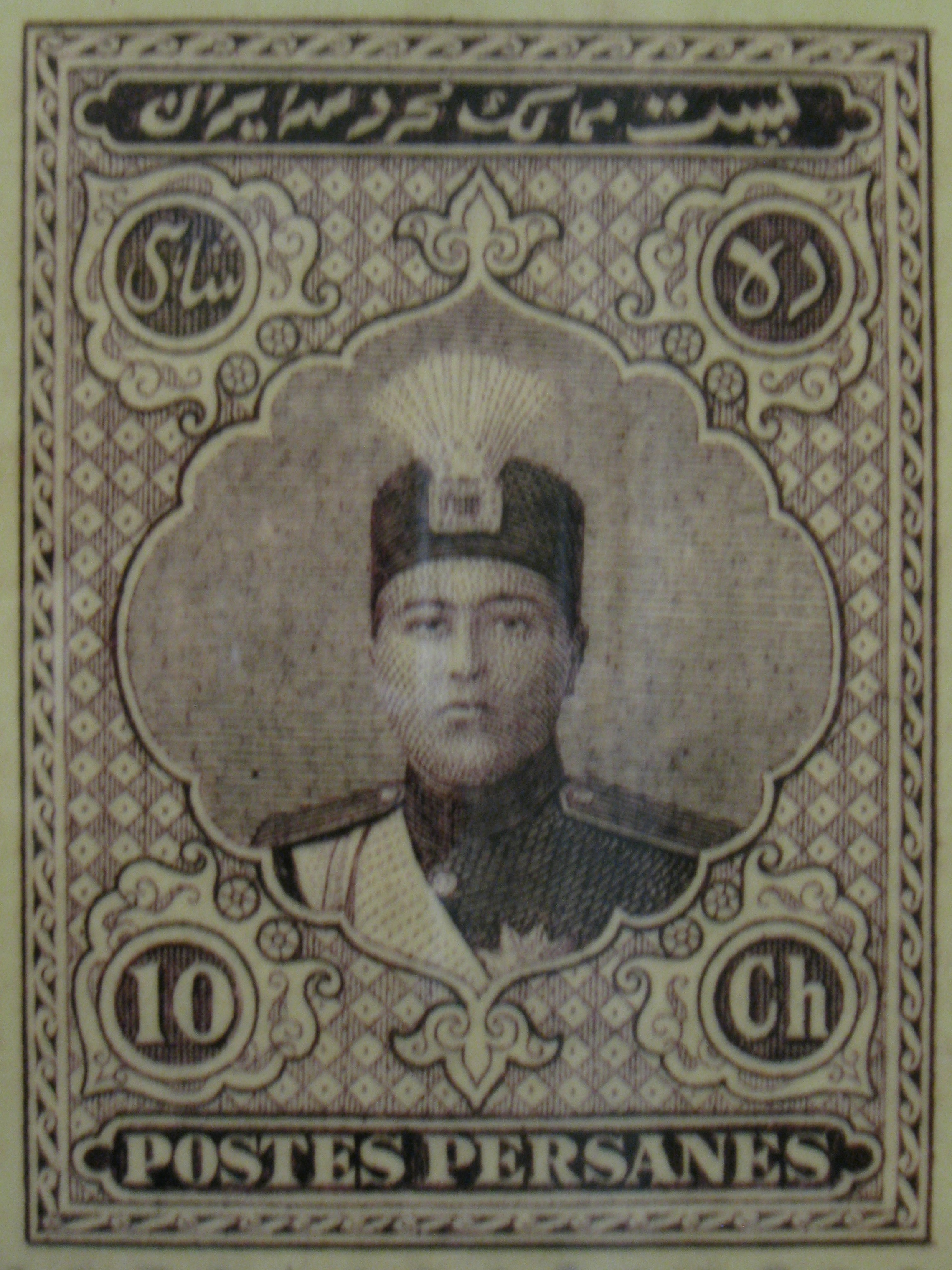
Briefmarke von Ahmad Schah Kadschar. Der Begriff Die Geschützten Gebiete Irans ist oben auf der Marke sichtbar.

Die Geschützten Gebiete Irans (persisch: ممالک محروسهٔ ایران, Mamâlek-e Mahruse-ye Irân) war der gebräuchliche und offizielle Name Irans von der Safawiden-Ära bis zum frühen 20. Jahrhundert. Die Idee der Geschützten Gebiete veranschaulichte ein Gefühl von territorialer und politischer Einheit in einer Gesellschaft, in der die persische Sprache, Kultur, Monarchie und der schiitische Islam zu integralen Bestandteilen der sich entwickelnden nationalen Identität wurden.